# Olisthopus inclavatus
Olisthopus inclavatus é uma espécie de insetos coleópteros pertencente à família Carabidae.
A autoridade científica da espécie é Israelson, tendo sido descrita no ano de 1983.
Trata-se de uma espécie presente no território português.